# Gondwanateris
|  | Per a altres significats, vegeu «Gondwanateri (espècie)». |

Els gondwanateris (Gondwanatheria) foren un ordre de petits mamífers primitius semblants a rosegadors, que visqueren del Cretaci a l'Eocè als paleocontinents meridionals.
Els fòssils de gondwanateris s'han trobat en roques del Cretaci fins a l'Eocè de Sud-amèrica, Madagascar, l'Índia i l'Antàrtida. Possiblement habitaven a tot el continent austral de Gondwana.
La majoria de vegades se'ls classifica dins dels al·loteris com a grup germà dels multituberculats, però la seva posició no està ni de bon tros clara. També està estesa l'opinió que aquest grup té relació amb els xenartres, l'ordre sud-americà que conté els peresosos, armadillos i formiguers gegants.
Són la radiació mamaliaforme de la qual se saben menys coses.